# Měsíční přechodné jevy
Měsíční přechodné jevy (anglicky Transient lunar phenomenon nebo Lunar transient events) se nazývají krátkodobé záblesky světla na povrchu Měsíce nebo krátkodobé změny vzhledu jeho povrchu (např. náhlá zjasnění, zákaly, změny barvy, mizení pozorovaných útvarů apod.).
Záznamy o těchto jevech pochází již z roku 557 n. l., v 18. století je pozoroval britský astronom William Herschel, který tento jev považoval za sopečnou činnost. Měsíční přechodné jevy byly pozorovány na různých místech přivrácené části Měsíce, ale nejvíce se vyskytují v geologicky mladých oblastech, hlavně v oblasti kráteru Aristarchus. Nad touto oblastí pozoroval světélkování, při přeletu Apolla 11 v roce 1969, také Neil Armstrong.
Tyto jevy se vysvětlují ovlivněním pozorovatele nějakým optickým klamem, nebo může v dané oblasti docházet k výronu plynů, dopadu meteoritů, vysokoenergetických částic, vulkanické činnosti nebo k odrazu slunečních paprsků od měsíčního prachu vyzvednutého do výšky elektrostatickou silou.